# Lepidophthalmus turnerana
Lepidophthalmus turnerana is een tienpotigensoort uit de familie van de Callianassidae. De wetenschappelijke naam van de soort is voor het eerst geldig gepubliceerd in 1861 door White.